# سوسانا سایادیان
سوسانا سایادیان (انگلیسی: Susanna Sayadyan؛ زادهٔ ۲۹ اکتبر ۱۹۹۰) بازیکن فوتبال در پست مدافع اهل ارمنستان است.

## تیم ملی
وی همچنین در تیم ملی فوتبال زنان ارمنستان بازی کرده‌است. سایادیان نخستین بازی ملی خود در چهارچوب مقدماتی جام جهانی فوتبال زنان ۲۰۱۱ در تاریخ ۱۹ سپتامبر ۲۰۰۹ در ایروان در مقابل فنلاند انجام داده‌است.